# Operação Sedan

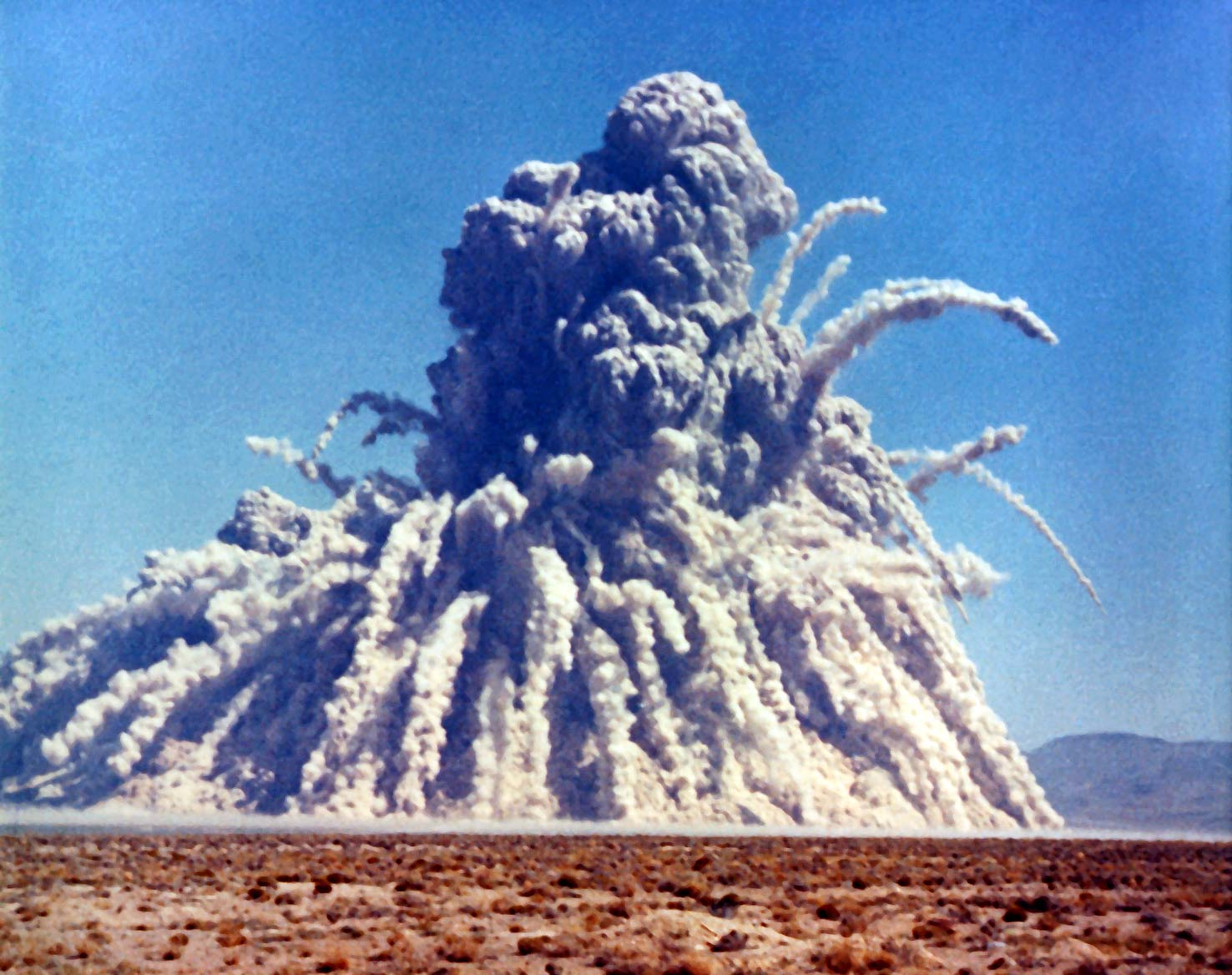
a explosão do Sedan.

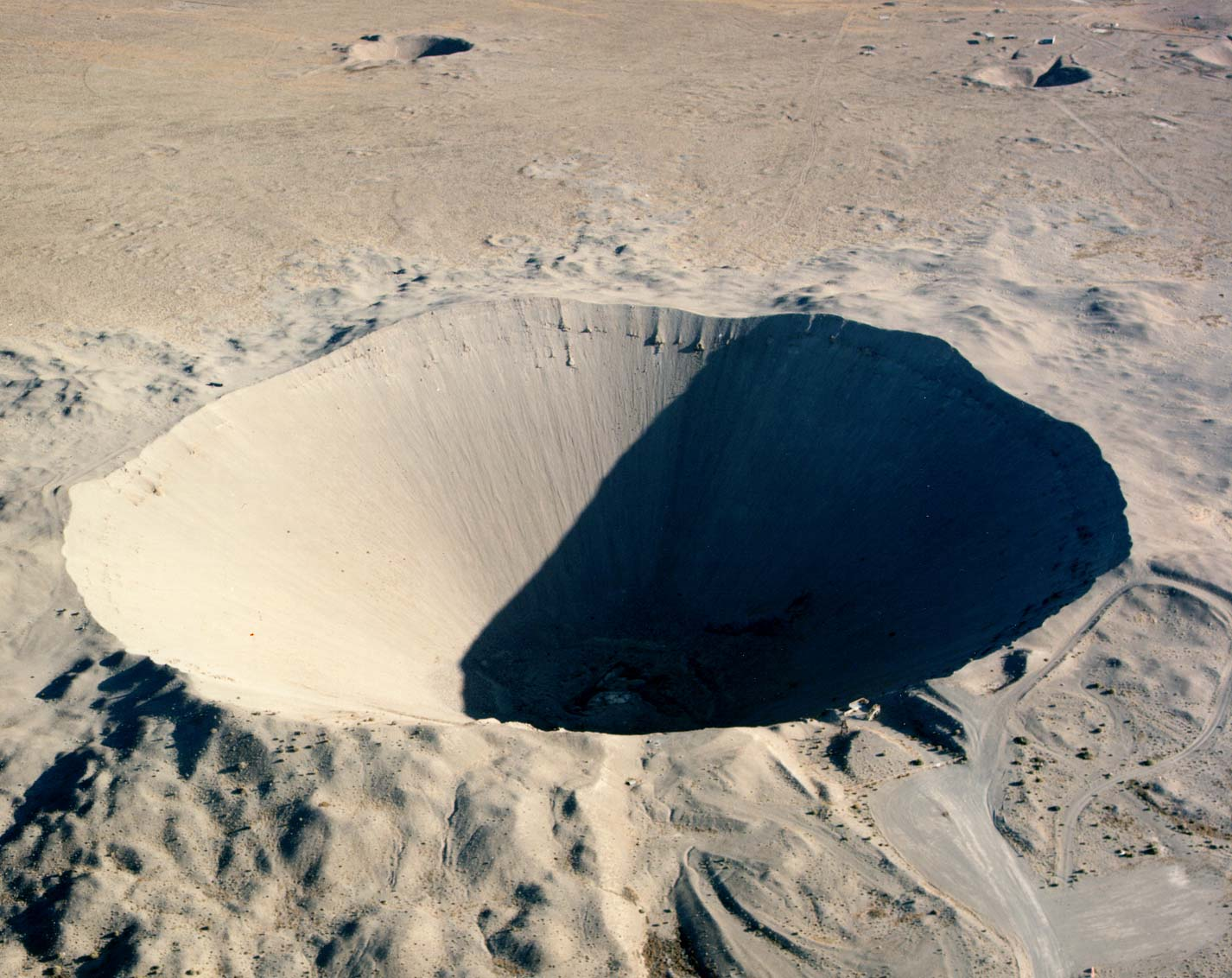
a cratera Sedan.

A Operação Sedan foi uma Operação dos Estados Unidos da América, contou com apenas um dispositivo: o Sedan, com objetivo de usar armas termonucleares para escavar grande quantidade de terra em pouco tempo, e também testar os efeitos de uma arma desse tipo no sub-solo. Os testes foram realizados em 1962, ocorrendo uma grande desavença entre os moradores próximos ao teste e o governo por causa da contaminação pela radiação. O teste foi realizado perto da Área 51.
O teste gerou a maior cratera artificial dos Estados Unidos da América, sendo atualmente uma das maiores crateras nucleares do mundo.
O dispositivo foi colocado no sub-solo por um cabo de aço a 194 metros abaixo do solo, foi tudo patrocinado pelo Laboratório Nacional Lawrence Livermore. A explosão gerou 104 quilotoneladas e moveu 12 000 000 toneladas de terra do lugar, formando uma cratera de 390 metros de diâmetro e 100 metros de profundidade.

## Conclusão
Foi concluído que as armas poderiam ser usadas para destruir rapidamente: portos, minas ao céu aberto, lagos, usinas hidroelétricas (criando cataratas ao desviar água de rios para a cratera), etc.